# Большая мечеть (Нджамена)
Большая мечеть(араб. الجامع الكبير‎) — мечеть в городе Нджамена в Чаде.

## История
Мечеть была построена французской колониальной администрацией в 1978 году на месте строений времен государства Сао.

## Описание
Большая мечеть расположена напротив центрального рынка Нджамены. Цоколь здания — сохранившееся основание древних построек эпохи Сао. Здание мечети имеет два минарета. Большая мечеть является главным культовым зданием Чада и достопримечательностью столицы этого государства.